# Pholidochris brenskei
Pholidochris brenskei är en skalbaggsart som beskrevs av Hermann Julius Kolbe 1894. Pholidochris brenskei ingår i släktet Pholidochris och familjen Melolonthidae. Inga underarter finns listade i Catalogue of Life.